# Anaxipha tetyenna
Anaxipha tetyenna är en insektsart som beskrevs av Otte, D. och R.D. Alexander 1983. Anaxipha tetyenna ingår i släktet Anaxipha och familjen syrsor. Inga underarter finns listade i Catalogue of Life.